# Chrysasura postvitreata
Chrysasura postvitreata là một loài bướm đêm thuộc phân họ Arctiinae, họ Erebidae.